# Einführung in die Allgemeine Betriebswirtschaftslehre
Einführung in die Allgemeine Betriebswirtschaftslehre ist der Buchtitel eines von Günter Wöhe erstmals im Jahre 1960 verfassten heutigen Standardwerks der Betriebswirtschaftslehre.

## Allgemeines
Das Buch wird vom Verlag Franz Vahlen veröffentlicht, der seit 1970 Teil der Verlagsgruppe Verlag C. H. Beck ist. Mit „Allgemeine Betriebswirtschaftslehre“ stellte Wöhe klar, dass es auch Spezielle Betriebswirtschaftslehren gibt und ordnet die „Allgemeine Betriebswirtschaftslehre“ als wirtschaftszweigneutrale Funktionendarstellung ein. Er wies jedoch darauf hin, dass diese Einteilung lediglich für die Lehre, nicht aber für die Forschung bedeutsam sei.

## Geschichte
Der Betriebswirt Erich Gutenberg (1897–1984) der Kölner Schule brachte 1951 den ersten Band des dreibändigen Werks  Grundlagen der Betriebswirtschaftslehre heraus, dessen Band I sich mit der Produktion, Band II mit dem Absatz (1955) und Band III mit den Finanzen (1969) befasste. Diese Bände sind die meistzitierten Fachbücher der Betriebswirtschaftslehre und gelten deshalb als erste deutschsprachige Standardwerke.
Der Betriebswirt Günter Wöhe (1924–2007) ist der Begründer dieses Fachbuchs und brachte die erste Auflage im März 1960 heraus. In seinem Vorwort betonte er damals, dass das Buch „in die Probleme der Allgemeinen Betriebswirtschaftslehre einführen soll“. Es setze keinerlei betriebswirtschaftlichen Kenntnisse voraus und war vor allem für Studierende der Wirtschaftswissenschaften gedacht.
Der Betriebswirt Ulrich Döring (* 1945), Wöhes Schüler, der seit 1973 am Standardwerk mitarbeitete, trat 1989 in den Verlagsvertrag zum "Wöhe" ein und übernahm 2008 die Aktualisierung und Erweiterung des Fachbuchs ab der 23. Auflage.
Mittlerweile ist seit 2016 unter Mitarbeit von Gerrit Brösel (* 1972) im September 2023 die 28. Auflage erschienen (ISBN 978-3-8006-7200-4). Döring und Brösel modifizierten unter anderem den von Wöhe geprägten Begriff „Wirtschaft“ leicht; alle drei Autoren gemeinsam konzipieren Knappheit als Relation zwischen Mensch und Sachen.

## Inhalt
Das Buch ordnet zunächst die Allgemeine Betriebswirtschaftslehre innerhalb der Wirtschaftswissenschaften ein und befasst sich anschließend mit dem Aufbau des Betriebes, um danach die betrieblichen Funktionen zu behandeln. Abschließend folgt das Rechnungswesen mit internationaler Ausrichtung.

## Rezeption
„Der Wöhe“ gilt als Millionenseller und ist das meistgelesene Lehrbuch der Betriebswirtschaftslehre an deutschen Hochschulen. Sein Marktanteil erreicht etwa zwei Drittel der Gesamtauflage betriebswirtschaftlicher Lehrbücher.
Es umfasste 1960 nur 388 Seiten, im Jahre 1973 überschritt es mit der 11. Auflage erstmals die Marke von 1000 Seiten. Nach letzterer Quelle gebührt Wöhe das Verdienst, als erster die für die Betriebswirtschaftslehre maßgeblichen Einzelfakten in einer bis dahin nicht gekannten Vollständigkeit zusammengetragen, geordnet und interpretiert zu haben. Für Gerald Pilz gilt es „als das herausragendste Lehrbuch der Betriebswirtschaftslehre“.
Kritisiert wird zuweilen von Experten, dass bestimmte Themen zu kurz kommen wie etwa das Franchising, das in der Auflage aus 1978 bei insgesamt 1112 Seiten auf knappen zwei Seiten abgehandelt und 2005 bei 1220 Seiten nur noch mit 24 Zeilen bedacht werde.